# Estola strandi
Estola strandi là một loài bọ cánh cứng trong họ Cerambycidae.